# Tipula inquinata
Tipula inquinata är en tvåvingeart som beskrevs av Alexander 1938. Tipula inquinata ingår i släktet Tipula och familjen storharkrankar. Inga underarter finns listade i Catalogue of Life.